# Hewhocorrupts
Gli Hewhocorrupts sono un gruppo grindcore statunitense proveniente da Chicago.

## Formazione
- Tommy Camaro – voce
- Cory Lockheart – chitarra
- Caz U.L. Friday – chitarra
- Maxwell Brotherhood Shredmoor – chitarra
- Rory Lockheart – basso
- Ross Boneyard – batteria

## Discografia

### Album studio
- 2003 – Ten Steps to Success
- 2005 – Der EU-Investitionsantrag
- 2006 – Microeconomics

### Raccolte
- 2007 – The Discographer

### EP
- 2011 – Midi of Profits